# キヤノンEFマウントレンズの一覧

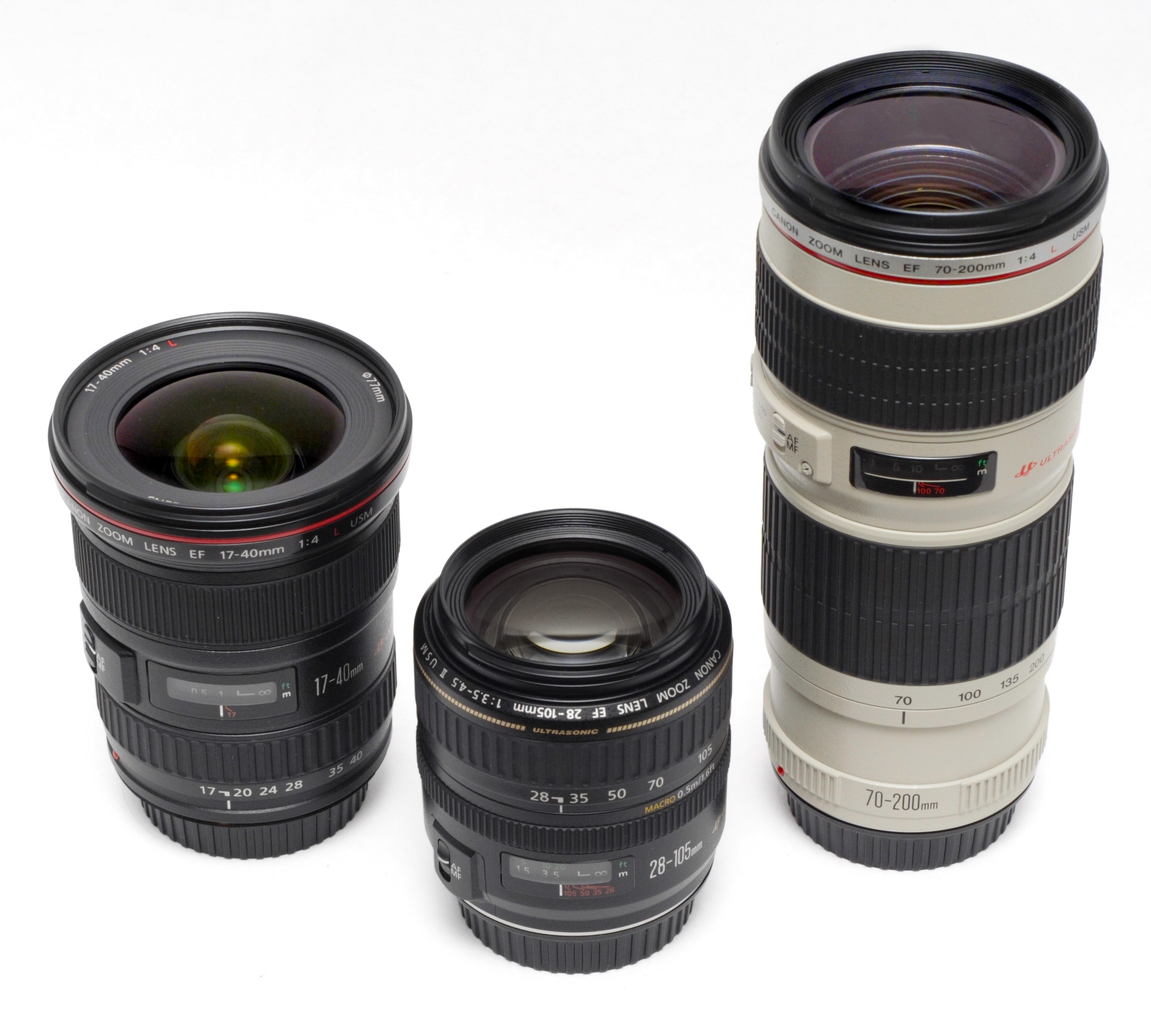
左から
EF17-40mm F4L USM
EF28-105mm F3.5-4.5 II USM
EF70-200mm F4L USM

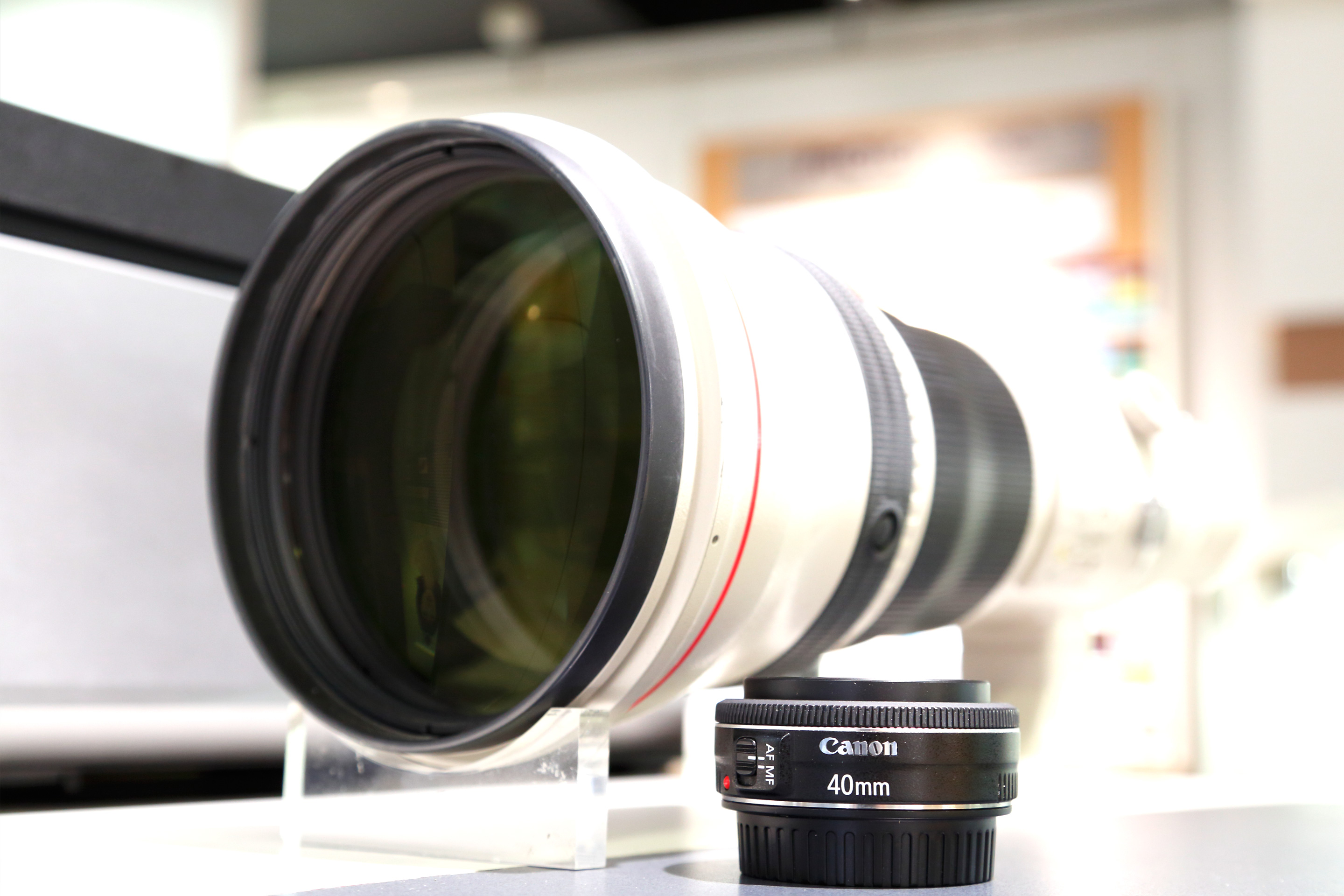
超望遠レンズ
EF800mm F5.6L IS USMと
パンケーキレンズ
EF40mm F2.8 STMの並び

キヤノンEFマウントレンズの一覧は、キヤノンEFマウントを採用しているレンズの一覧である。
名称が太字のレンズは、現行販売モデルと発売が公式に発表されたレンズ。
発売年月の前に旧製品とあるレンズは、生産終了モデル。
海外専用モデルとは、海外市場向けに生産した日本国内未販売モデル。

## EFレンズ

### ズームレンズ 広角
- EF8-15mm F4L フィッシュアイ USM - 2011年7月発売。11群14枚、最短撮影距離0.15m、540g。フルタイムマニュアルフォーカス可能。防塵・防滴構造。[1]
- EF11-24mm F4L USM - 2015年2月発売。11群16枚、1,180g。フルタイムマニュアルフォーカス可能。防塵・防滴構造。世界最広角[2] を実現する。[3]
- EF16-35mm F2.8L USM - 旧製品。2001年12月発売。600g。フルタイムマニュアルフォーカス可能。防塵・防滴構造。[4]
- EF16-35mm F2.8L II USM - 2007年3月発売。12群16枚、640g。フルタイムマニュアルフォーカス可能。防塵・防滴構造。[5]
- EF16-35mm F4L IS USM - 2014年6月発売。12群16枚、615g。フルタイムマニュアルフォーカス可能。防塵・防滴構造。[6]
- EF17-35mm F2.8L USM - 旧製品。1996年4月発売。545g。フルタイムマニュアルフォーカス可能。[7]

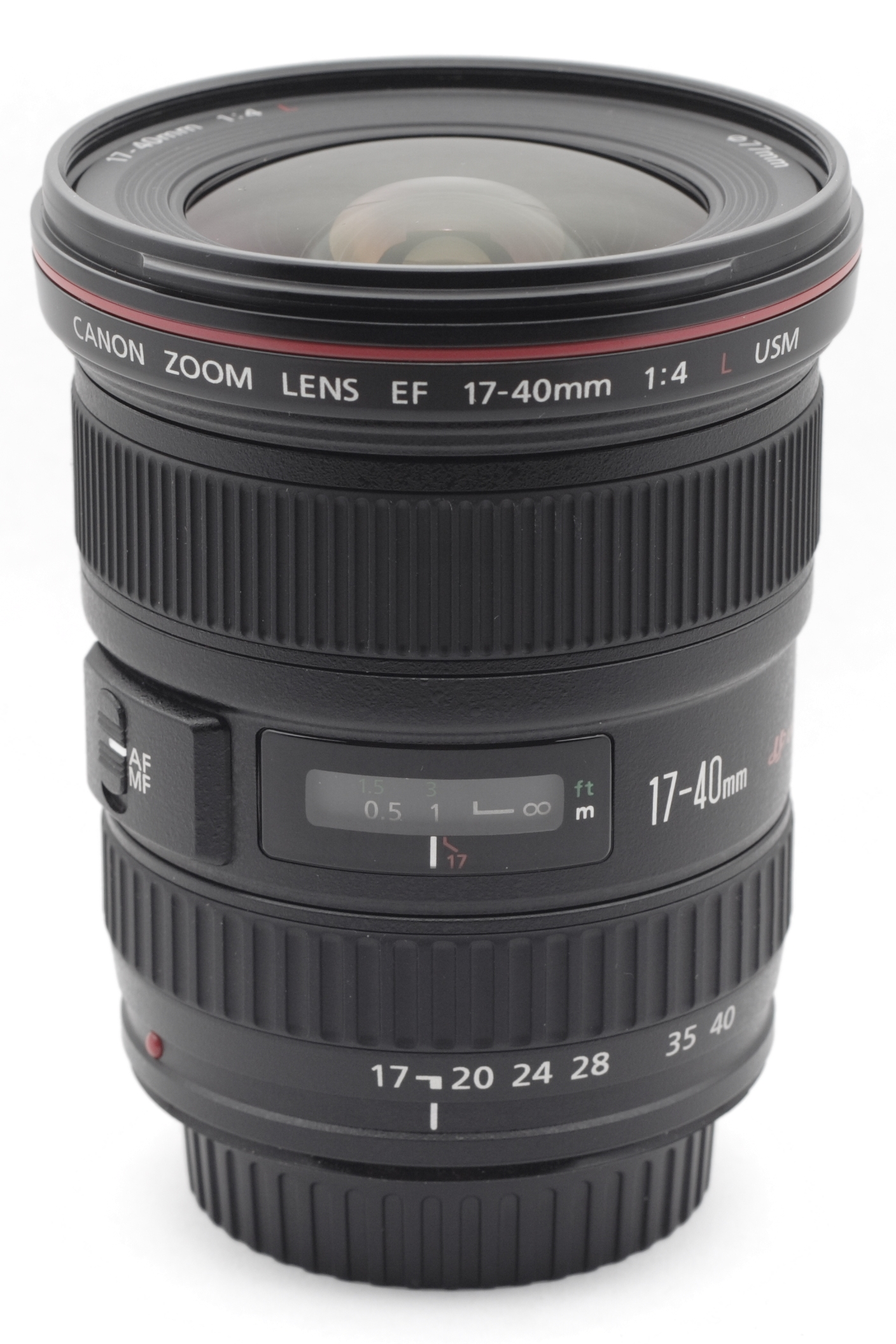
EF17-40mm F4L USM

- EF17-40mm F4L USM - 2003年5月発売。9群12枚、475g。フルタイムマニュアルフォーカス可能。防塵・防滴構造。[8]
- EF20-35mm F2.8L - 旧製品。1989年10月発売。570g。[9]
- EF20-35mm F3.5-4.5 USM - 旧製品。1993年3月発売。340g。フルタイムマニュアルフォーカス可能。[10]
- EF22-55mm F4-5.6 USM - 旧製品。1998年3月発売。175g。[11]

### ズームレンズ 標準
- EF24-70mm F2.8L USM - 旧製品。2002年11月発売。13群16枚、950g。フルタイムマニュアルフォーカス可能。防塵・防滴構造。[12]
- EF24-70mm F2.8L II USM - 2012年9月発売。13群18枚、805g。フルタイムマニュアルフォーカス可能。防塵・防滴構造。[13]
- EF24-70mm F4L IS USM - 2012年12月発売。12群15枚、600g。ハイブリッドIS採用。フルタイムマニュアルフォーカス可能。防塵・防滴構造。[14]
- EF24-85mm F3.5-4.5 USM - 旧製品。1996年9月発。380g。フルタイムマニュアルフォーカス可能。[15]

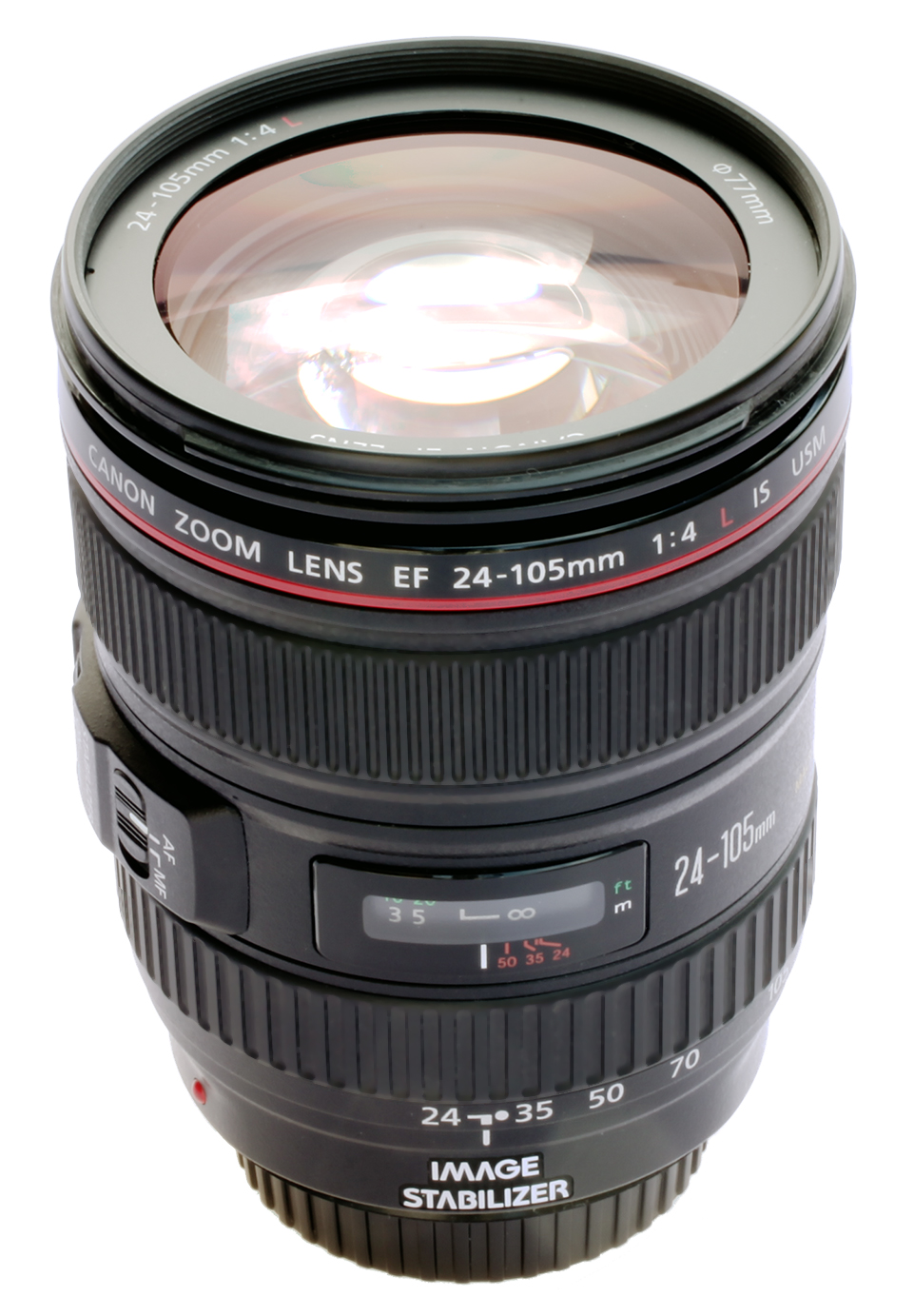
EF24-105mm F4L IS USM

- EF24-105mm F4L IS USM - 2005年10月発売。13群18枚、670g。IS:3段。フルタイムマニュアルフォーカス可能。防塵・防滴構造。[16]
- EF24-105mm F3.5-5.6 IS STM - 2014年11月発売。13群17枚、525g。フルタイムマニュアルフォーカス可能。[17]
- EF28-70mm F2.8L USM - 旧製品。1993年11月発売。880g。フルタイムマニュアルフォーカス可能。[18]
- EF28-70mm F3.5-4.5 - 旧製品。1987年11月発売。300g。[19]
- EF28-70mm F3.5-4.5 II - 旧製品。1988年6月発売。285g。[20]
- EF28-80mm F2.8-4L USM - 旧製品。1989年4月発売。945g。[21]
- EF28-80mm F3.5-5.6 - 旧製品。1996年9月発売。海外専用モデル。200g。[22]
- EF28-80mm F3.5-5.6 USM - 旧製品。1991年10月発売。330g。[23]
- EF28-80mm F3.5-5.6 II - 旧製品。1999年4月発売。海外専用モデル。200g。[24]
- EF28-80mm F3.5-5.6 II USM - 旧製品。1993年10月発売。200g。[25]
- EF28-80mm F3.5-5.6 III USM - 旧製品。1995年8月発売。205g。[26]
- EF28-80mm F3.5-5.6 IV USM - 旧製品。1996年9月発売。200g。[27]
- EF28-80mm F3.5-5.6 V USM - 旧製品。1999年4月発売。200g。[28]
- EF28-90mm F4-5.6 - 旧製品。2000年9月発売。海外専用モデル。180g。[29]
- EF28-90mm F4-5.6 USM - 旧製品。2000年9月発売。190g。[30]
- EF28-90mm F4-5.6 II USM - 旧製品。2002年9月発売。190g。[31]
- EF28-90mm F4-5.6 II - 旧製品。2003年9月発売。190g。[32]
- EF28-90mm F4-5.6 III - 旧製品。2004年9月発売。190g。[33]
- EF28-105mm F3.5-4.5 USM - 旧製品。1992年11月発売。375g。フルタイムマニュアルフォーカス可能。[34]
- EF28-105mm F3.5-4.5 II USM - 旧製品。2000年10月発売。375g。フルタイムマニュアルフォーカス可能。[35]
- EF28-105mm F4-5.6 - 旧製品。2002年9月発売、海外専用モデル。210g。[36]
- EF28-105mm F4-5.6 USM - 旧製品。2002年9月発売。210g。[37]

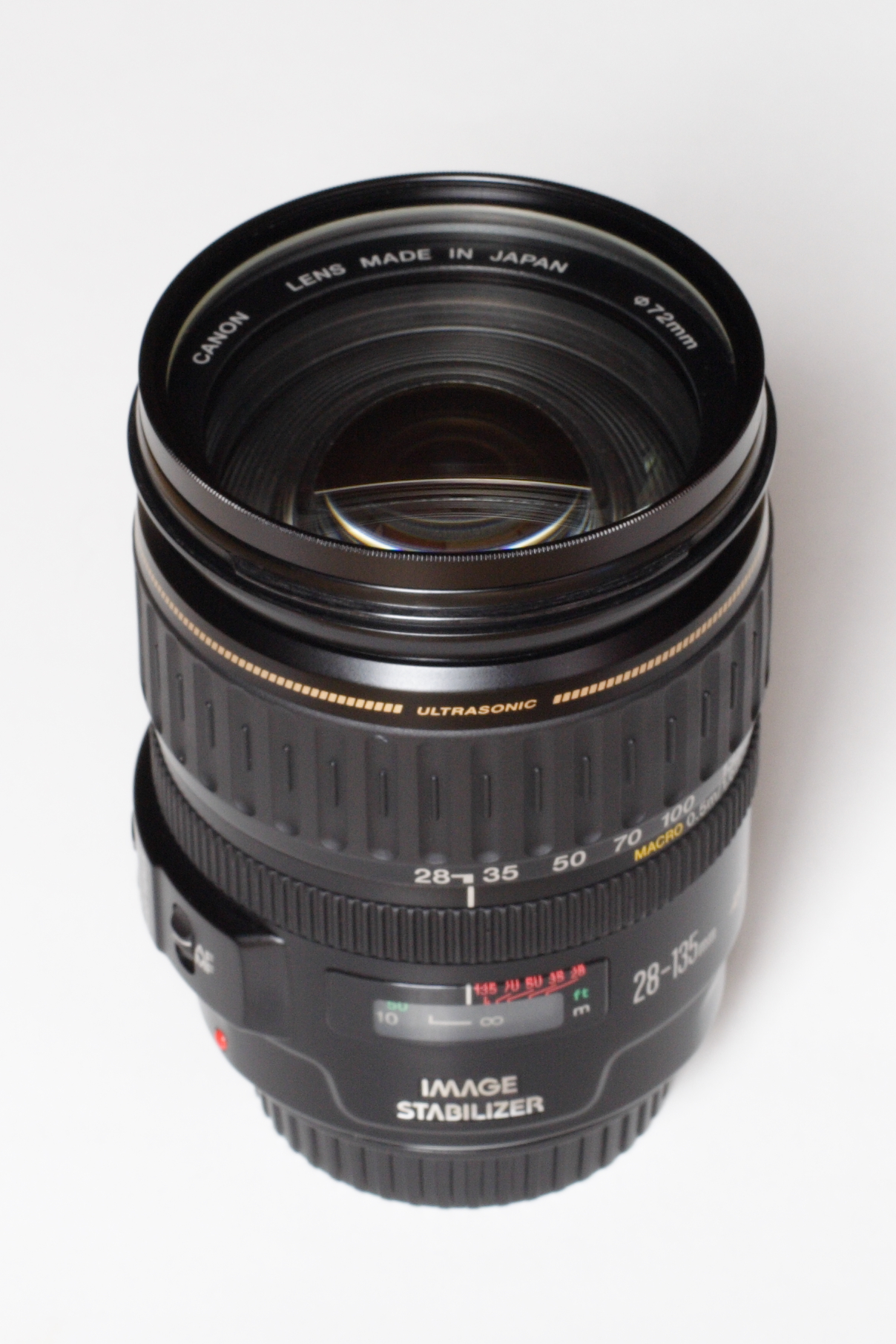
EF28-135mm F3.5-5.6 IS USM

- EF28-135mm F3.5-5.6 IS USM - 旧製品。1998年2月発売。12群16枚、540g。IS:2段。フルタイムマニュアルフォーカス可能。[38]
- EF28-200mm F3.5-5.6 - 旧製品。2000年9月発売。海外専用モデル。495g。[39]
- EF28-200mm F3.5-5.6 USM - 旧製品。2000年9月発売。500g。[40]
- EF35-70mm F3.5-4.5 - 旧製品。1987年3月発売。245g。[41]
- EF35-70mm F3.5-4.5A - 旧製品。1988年10月発。230g。[42]
- EF35-80mm F4-5.6 PZ - 旧製品。1990年3月発売。205g。電動ズーム方式採用。[43]
- EF35-80mm F4-5.6 - 旧製品。1990年9月発売。180g。[44]
- EF35-80mm F4-5.6 USM - 旧製品。1992年4月発売。170g。[45]
- EF35-80mm F4-5.6 II - 旧製品。1993年9月発売。海外専用モデル。170g。[46]
- EF35-80mm F4-5.6 III - 旧製品。1995年3月発売。海外専用モデル。175g。[47]
- EF35-105mm F3.5-4.5 - 旧製品。1987年3月発売。400g。[48]
- EF35-105mm F4.5-5.6 - 旧製品。1991年4月発売。280g。[49]
- EF35-105mm F4.5-5.6 USM - 旧製品。1992年6月発売。280g。[50]
- EF35-135mm F3.5-4.5 - 旧製品。1988年6月発売。475g。[51]
- EF35-135mm F4-5.6 USM - 旧製品。1990年3月発売。425g。フルタイムマニュアルフォーカス可能。[52]
- EF38-76mm F4.5-5.6 - 旧製品。1995年2月発売。海外専用モデル。155g。[53]

### ズームレンズ 望遠
- EF28-300mm F3.5-5.6L IS USM - 2004年6月発売。16群23枚、1,670g。[54]
- EF35-350mm F3.5-5.6L USM - 旧製品。1993年1月発売。1,385g。[55]
- EF50-200mm F3.5-4.5 - 旧製品。1987年12月発売。690g。[56]
- EF50-200mm F3.5-4.5L - 旧製品。1988年6月発売。695g。[57]
- EF55-200mm F4.5-5.6 USM - 旧製品。1998年3月発売。310g。[58]
- EF55-200mm F4.5-5.6 II USM - 旧製品。2003年9月発売。310g。[59]

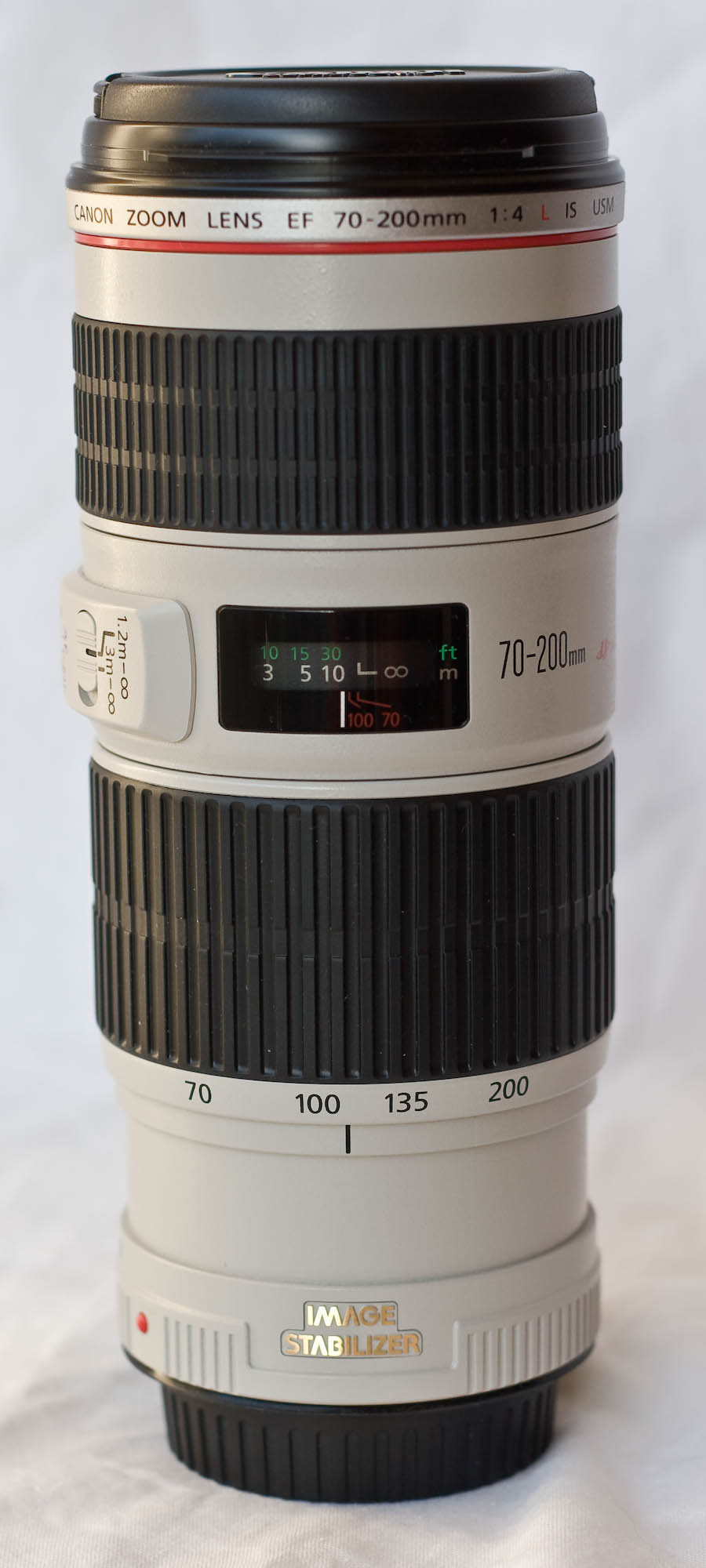
EF70-200mm F4L IS USM

- EF70-200mm F2.8L USM - 1995年3月発売。15群18枚、1,310g。フルタイムマニュアルフォーカス可能。[60]
- EF70-200mm F2.8L IS USM - 旧製品。2001年9月発売。1,470g。IS:3段。フルタイムマニュアルフォーカス可能。防塵・防滴構造。[61]
- EF70-200mm F2.8L IS II USM - 2010年3月発売。19群23枚、1,490g。IS:4段。フルタイムマニュアルフォーカス可能。防塵・防滴構造。[62]
- EF70-200mm F4L USM - 1999年9月発売。13群16枚、705g。フルタイムマニュアルフォーカス可能。[63]

- EF70-200mm F4L IS USM - 2006年11月発売。15群20枚、760g。IS:4段。フルタイムマニュアルフォーカス可能。防塵・防滴構造。[64]
- EF70-210mm F3.5-4.5 USM - 旧製品。1990年6月発売。550g。[65]
- EF70-210mm F4 - 旧製品。1987年5月発売。605g。[66]

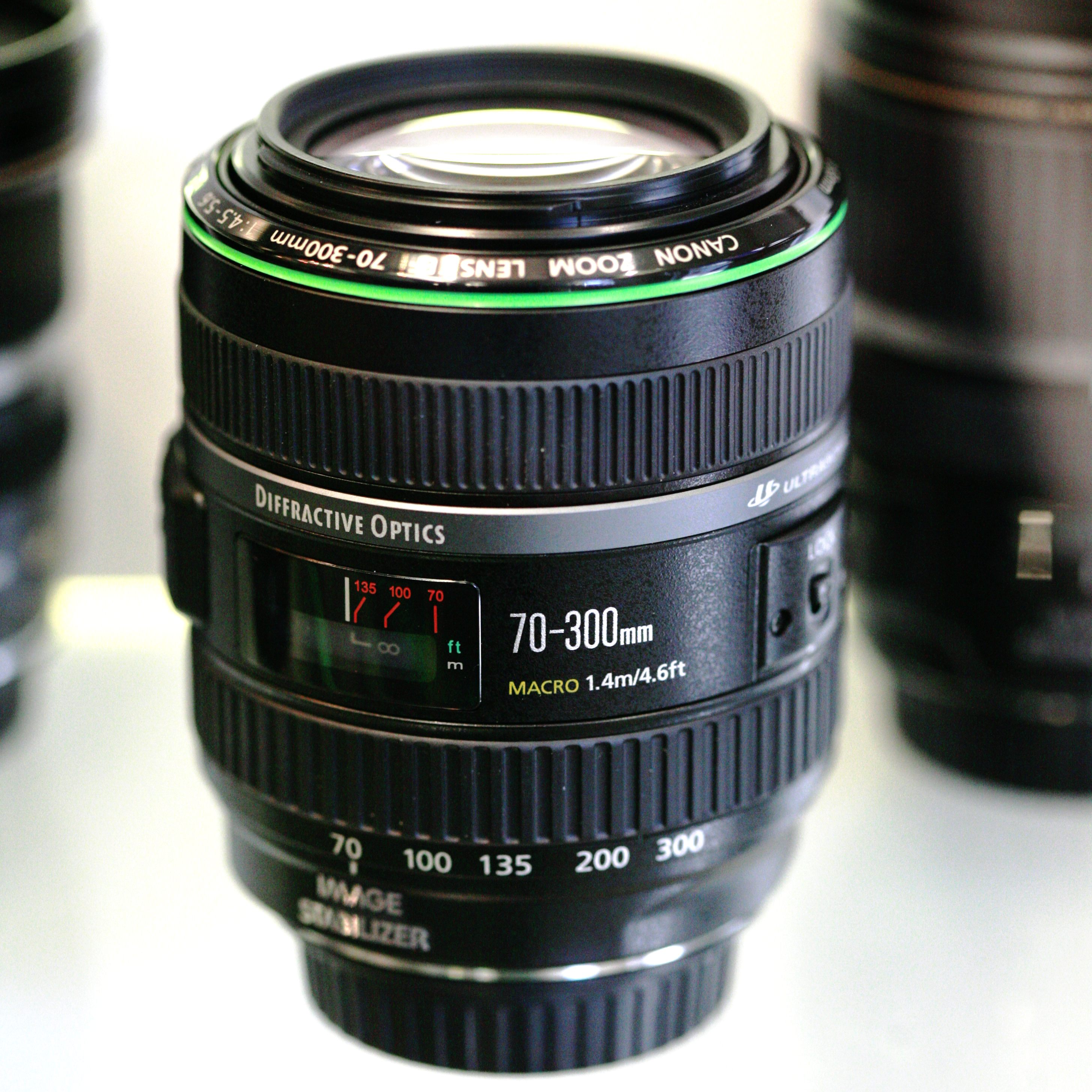
EF70-300mm F4.5-5.6 DO IS USM

- EF70-300mm F4-5.6 IS USM - 2005年10月発売。10群15枚、630g。IS:2段。[67]
- EF70-300mm F4-5.6L IS USM - 2010年11月発売。14群19枚、1,050g。IS:4段。フルタイムマニュアルフォーカス可能。[68]

- EF70-300mm F4.5-5.6 DO IS USM - 2004年6月発売。12群18枚、720g。IS:3段。3積層型のDOレンズ[69] を採用して小型軽量化した望遠ズームレンズ。フルタイムマニュアルフォーカス可能。[70][71]
- EF75-300mm F4-5.6 - 旧製品。1991年3月発売。500g。[72]
- EF75-300mm F4-5.6 USM - 旧製品。1992年6月発売。495g。[73]
- EF75-300mm F4-5.6 IS USM - 旧製品。1995年9月発売。650g。[74]
- EF75-300mm F4-5.6 II - 旧製品。1995年7月発売。海外専用モデル。480g。[75]
- EF75-300mm F4-5.6 II USM - 旧製品。1995年3月発売。480g。[76]
- EF75-300mm F4-5.6 III - 旧製品。1999年4月発売。海外専用モデル。480g。[77]
- EF75-300mm F4-5.6 III USM - 旧製品。1999年4月発売。480g。[78]
- EF80-200mm F2.8L - 旧製品。1989年9月発売。1,330g。[79]
- EF80-200mm F4.5-5.6 - 旧製品。1990年11月発売。275g。[80]
- EF80-200mm F4.5-5.6 USM - 旧製品。1992年6月発売。260g。[81]
- EF80-200mm F4.5-5.6 II - 旧製品。1995年5月発売。海外専用モデル。250g。[82]
- EF90-300mm F4.5-5.6 - 旧製品。2003年9月発売。420g。[83]
- EF90-300mm F4.5-5.6 USM - 旧製品。2002年9月発売。420g。[84]
- EF100-200mm F4.5A - 旧製品。1988年12月発売。520g。[85]
- EF100-300mm F4.5-5.6 USM - 旧製品。1990年6月発売。540g。フルタイムマニュアルフォーカス可能。[86]
- EF100-300mm F5.6 - 旧製品。1987年5月発売。685g。[87]
- EF100-300mm F5.6L - 旧製品。1987年6月発売。695g。[88]
- EF100-400mm F4.5-5.6L IS USM - 1998年11月発売。14群17枚。1,360g。IS:2段。フルタイムマニュアルフォーカス可能。[89]
- EF100-400mm F4.5-5.6L IS II USM - 2014年12月発売。16群21枚。1,570g(三脚座込み1,640g)。IS:4段。フルタイムマニュアルフォーカス可能。防塵・防滴構造。[90]
- EF200-400mm F4L IS USM Extender 1.4x - 2013年5月発売。20群25枚（内蔵エクステンダー使用時:24群33枚）。3,620g。IS:4段。フルタイムマニュアルフォーカス可能。防塵・防滴構造。1.4倍のエクステンダーを内蔵。[91]

### 単焦点レンズ 超広角
- EF14mm F2.8L USM - 旧製品。1991年12月発売。10群14枚。最短撮影距離0.25m。フィルターは後部挟み込み。560g。フルタイムマニュアルフォーカス可能。[92]
- EF14mm F2.8L II USM - 2007年9月発売。11群14枚、645g。フルタイムマニュアルフォーカス可能。防塵・防滴構造。[93]
- EF15mm F2.8 フィッシュアイ - 旧製品。1987年4月発売。対角線魚眼レンズ。7群8枚、330g。最短撮影距離0.2m。フィルターは挟み込み。[94]
- EF20mm F2.8 USM - 1991年12月発売。9群11枚、405g。フルタイムマニュアルフォーカス可能。[95]

### 単焦点レンズ 広角
- EF24mm F1.4L USM - 旧製品。1997年12月発売。9群11枚。最短撮影距離0.25m。アタッチメントφ77mmねじ込み。550g。フルタイムマニュアルフォーカス可能。[96]
- EF24mm F1.4L II USM - 2008年12月発売。10群13枚、650g。フルタイムマニュアルフォーカス可能。防塵・防滴構造。[97]
- EF24mm F2.8 - 旧製品。1988年11月発売。10群10枚、270g。[98]
- EF24mm F2.8 IS USM - 2012年6月発売。9群11枚、280g。IS:4段。フルタイムマニュアルフォーカス可能。[99]
- EF28mm F1.8 USM - 1995年9月発売。9群10枚、310g。フルタイムマニュアルフォーカス可能。[100]
- EF28mm F2.8 - 旧製品。1987年4月発売。5群5枚、185g。[101]
- EF28mm F2.8 IS USM - 2012年6月発売。7群9枚、260g。IS:4段。フルタイムマニュアルフォーカス可能。[102]
- EF35mm F1.4L USM - 1998年12月発売。9群11枚、580g。フルタイムマニュアルフォーカス可能。[103]
- EF35mm F2 - 旧製品。1990年10月発売。5群7枚、210g。[104]
- EF35mm F2 IS USM - 2012年12月発売。8群10枚、335g。IS:4段。フルタイムマニュアルフォーカス可能。[105]

### 単焦点レンズ 標準&中望遠
- EF40mm F2.8 STM - 2012年6月発売。4群6枚、130g。フルタイムマニュアルフォーカス可能。AF駆動にステッピングモーター(STM)を使用したパンケーキレンズ。[106]
- EF50mm F1.0L USM - 旧製品・1989年9月発売。9群11枚。最短撮影距離0.6m。アタッチメントφ72mmねじ込み。985g。フルタイムマニュアルフォーカス可能。[107]
- EF50mm F1.2L USM - 2007年01月発売。590g。フルタイムマニュアルフォーカス可能。防塵・防滴構造。[108]
- EF50mm F1.4 USM - 1993年6月発売。6群7枚、290g。フルタイムマニュアルフォーカス可能。[109]
- EF50mm F1.8 - 旧製品。1987年3月発売。5群6枚、190g。[110]
- EF50mm F1.8 II - 旧製品。1990年12月発売。5群6枚、130g。EF50mm F1.8から距離目盛窓、マニュアルフォーカスリングを簡略化し、軽量・コンパクト化したレンズ[111]。
- EF50mm F1.8 STM - 2015年5月発売。5群6枚、160g。EF50mm F1.8 IIをリニューアルし、従来のマイクロモーターからステッピングモーターに変更したことで静粛なAF駆動とフルタイムマニュアルフォーカスが可能となったほか、最短撮影距離が0.35mに短縮され、絞り羽根も5枚から円形絞りの7枚へと変更され“ボケ足”を改善、コーティングもデジタルカメラに適したものに変更されている[112]。
- EF85mm F1.2L USM - 旧製品。1989年9月発売。7群8枚、1,025g。最短撮影距離0.95m。アタッチメントφ72mmねじ込み。[113]
- EF85mm F1.2L II USM - 2006年3月発売。7群8枚、1,025g。フルタイムマニュアルフォーカス可能。[114]
- EF85mm F1.8 USM - 1992年7月発売。7群9枚、425g。フルタイムマニュアルフォーカス可能。[115]
- EF100mm F2 USM - 1991年10月発売。6群8枚、460g。フルタイムマニュアルフォーカス可能。[116]

### 単焦点レンズ 望遠
- EF135mm F2L USM - 1996年4月発売。8群10枚、750g。フルタイムマニュアルフォーカス可能。[117]
- EF135mm F2.8（ソフトフォーカス機構付き） - 旧製品。1987年10月発売。6群7枚、390g。[118]
- EF200mm F1.8L USM - 旧製品。1988年11月発売。10群12枚、3,000g。最短撮影距離2.5m。フィルターは差し込み48mm。[119]
- EF200mm F2L IS USM - 2008年4月発売。12群17枚、2,520g。IS:5段。フルタイムマニュアルフォーカス可能。防塵・防滴構造。[120]
- EF200mm F2.8L USM - 旧製品。1991年12月発売。7群9枚、790g。[121]
- EF200mm F2.8L II USM - 1996年3月発売。7群9枚、765g。フルタイムマニュアルフォーカス可能。[122]
- EF300mm F2.8L USM - 旧製品。1987年11月発売。8群10枚、2,855g。フルタイムマニュアルフォーカス可能。[123]
- EF300mm F2.8L IS USM - 旧製品。1999年7月発売。13群17枚、2,550g。IS:2段。最短撮影距離2.5m。フィルターは差し込み52mm。フルタイムマニュアルフォーカス可能。防塵・防滴構造。[124]
- EF300mm F2.8L IS II USM - 2011年8月発売。12群16枚、2,350g。IS:4段。フルタイムマニュアルフォーカス可能。防塵・防滴構造。[125]

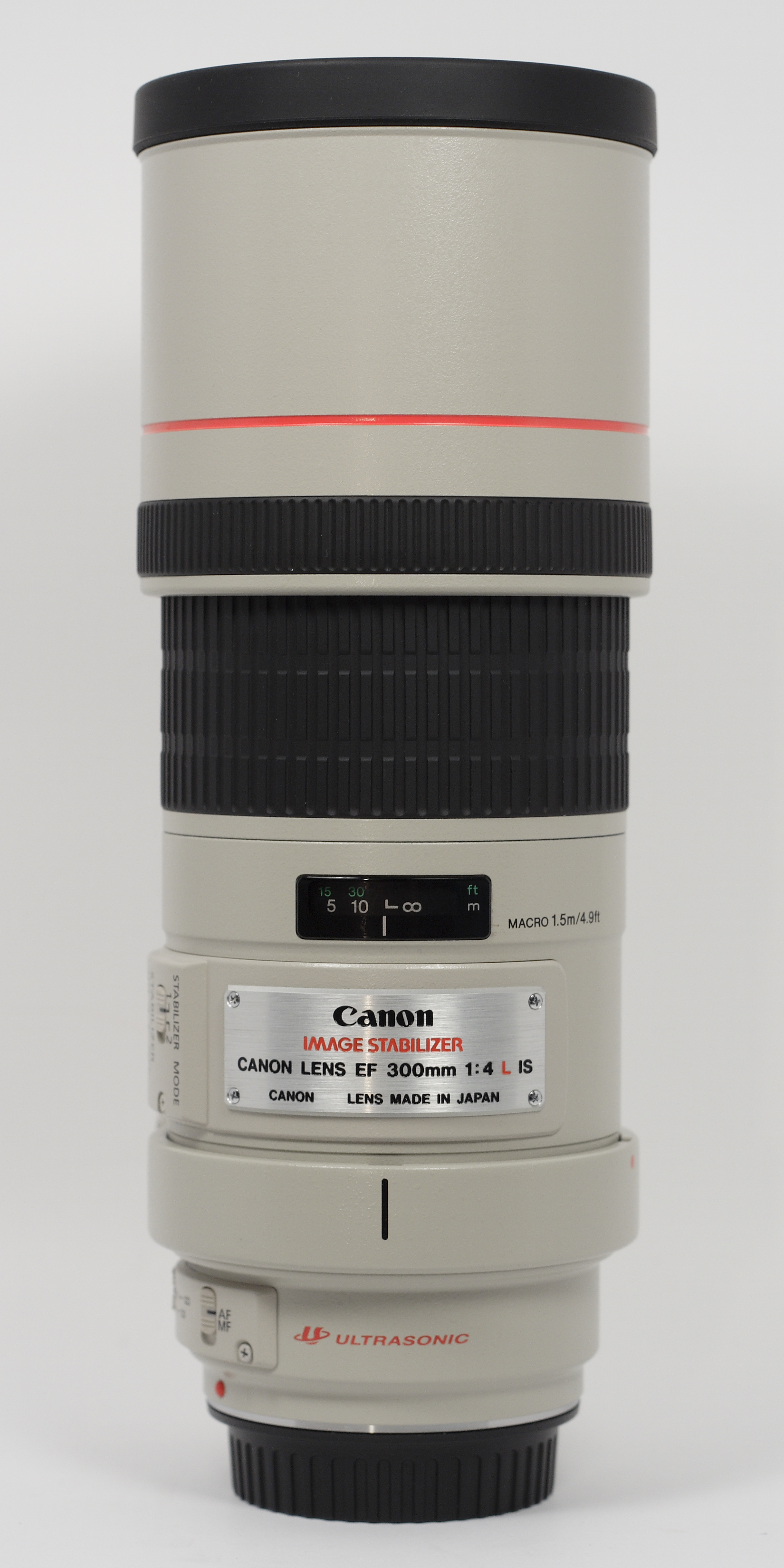
EF300mm F4L IS USM

- EF300mm F4L USM - 旧製品。1991年12月発売。7群8枚、1,165g。[126]

- EF300mm F4L IS USM - 1997年3月発売。11群15枚、1,190g。IS:2段。フルタイムマニュアルフォーカス可能。[127]

### 単焦点レンズ 超望遠
- EF400mm F2.8L USM - 旧製品。1991年4月発売。9群11枚、6,100g。[128]
- EF400mm F2.8L II USM - 旧製品。1996年3月発売。9群11枚、5,910g。[129]
- EF400mm F2.8L IS USM - 旧製品。1999年9月発売。13群17枚、5,370g。IS:2段。フルタイムマニュアルフォーカス可能。防塵・防滴構造。[130]
- EF400mm F2.8L IS II USM - 2011年8月発売。12群16枚、3,850g。IS:4段。フルタイムマニュアルフォーカス可能。防塵・防滴構造。[131]
- EF400mm F4 DO IS USM - 旧製品。2001年12月発売。13群17枚、1,940g。IS:2段。フルタイムマニュアルフォーカス可能。防塵・防滴構造。DOレンズ[69]／積層型回折光学素子を採用して小型軽量化した超望遠レンズ。[132]
- EF400mm F4 DO IS II USM - 2014年9月発売。12群18枚、2,100g。IS:3段。フルタイムマニュアルフォーカス可能。防塵・防滴構造。[133]
- EF400mm F5.6L USM - 1993年5月発売。6群7枚、1,250g。フルタイムマニュアルフォーカス可能。[134]
- EF500mm F4L IS USM - 旧製品。1999年7月発売。13群17枚。最短撮影距離4.5m。フィルター差し込み52mm。3,870g。IS:2段。フルタイムマニュアルフォーカス可能。防塵・防滴構造。[135]
- EF500mm F4L IS II USM - 2012年5月発売。12群16枚、3,190g。IS:4段。フルタイムマニュアルフォーカス可能。防塵・防滴構造。[136]
- EF500mm F4.5L USM - 旧製品。1992年3月発売。7群8枚、3,000g。フルタイムマニュアルフォーカス可能。[137]
- EF600mm F4L USM - 旧製品。1988年11月発売。8群9枚、6,000g。[138]
- EF600mm F4L IS USM - 旧製品。1999年9月発売。13群17枚。最短撮影距離5.5m。フィルター差し込み52mm。5,360g。IS:2段。フルタイムマニュアルフォーカス可能。防塵・防滴構造。[139]
- EF600mm F4L IS II USM - 2012年5月発売。12群16枚、3,920g。IS:4段。フルタイムマニュアルフォーカス可能。防塵・防滴構造。[140]
- EF800mm F5.6L IS USM - 2008年5月発売。14群18枚、4,500g。IS:2段。フルタイムマニュアルフォーカス可能。防塵・防滴構造。[141]
- EF1200mm F5.6L USM - 旧製品。1993年7月発売。10群13枚、16,500g。最短撮影距離14m。フィルターは差し込み48mm。受注生産品。[142]

### EF-Sレンズ
2021年3月現在、EF-Sレンズ対応カメラは下記の通り。その他のEOSには装着できない。
EOS 7D MarkII・EOS 7D・EOS 90D・EOS 80D・EOS 70D・EOS 60D・EOS 60Da・EOS 50D・EOS 40D・EOS 30D・EOS 20D・EOS 20Da・EOS 8000D・EOS Kiss X70・EOS Kiss X8i・EOS Kiss X7i・EOS Kiss X7・EOS Kiss X6i・EOS Kiss X5・EOS Kiss X4・EOS Kiss X3・EOS Kiss X2・EOS Kiss X50・EOS Kiss F・EOS KissデジタルX・EOS KissデジタルN・Kissデジタル。

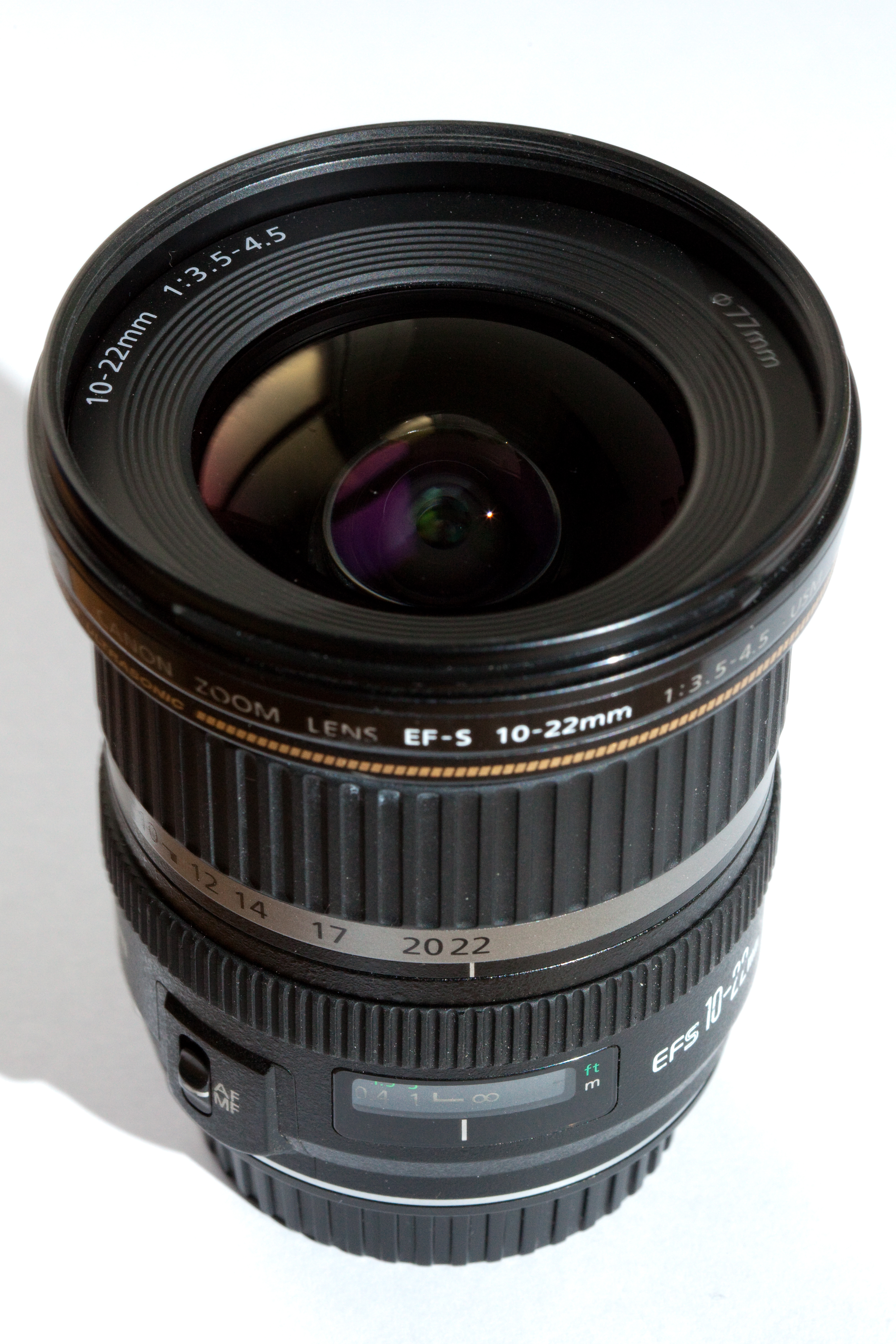
EF-S10-22mm F3.5-4.5 USM

- EF-S10-18mm F4.5-5.6 IS STM - 2014年5月発売。11群14枚、240g。フルタイムマニュアルフォーカス可能。[144]
- EF-S10-22mm F3.5-4.5 USM - 2004年11月発売。10群13枚、385g。フルタイムマニュアルフォーカス可能。[145]
- EF-S15-85mm F3.5-5.6 IS USM - 2009年10月発売。12群17枚、575g。IS:4段。フルタイムマニュアルフォーカス可能。[146]
- EF-S17-55mm F2.8 IS USM - 2006年5月発売。12群19枚、645g。IS:3段。フルタイムマニュアルフォーカス可能。[147]
- EF-S17-85mm F4-5.6 IS USM - 旧製品。2004年9月発売。12群17枚、475g。IS:3段。フルタイムマニュアルフォーカス可能。[148]
- EF-S18-55mm F3.5-5.6 - 旧製品。2004年9月発売。海外専用モデル。9群11枚、190g。[149]
- EF-S18-55mm F3.5-5.6 USM - 旧製品。2004年9月発売。9群11枚、190g。[150]
- EF-S18-55mm F3.5-5.6 II - 旧製品。2005年3月発売。海外専用モデル。9群11枚、190g。[151]
- EF-S18-55mm F3.5-5.6 II USM - 旧製品。2005年3月発売。9群11枚、190g。[152]
- EF-S18-55mm F3.5-5.6 III - 2011年3月発売。海外専用モデル。9群11枚、190g。[153]
- EF-S18-55mm F3.5-5.6 IS - 旧製品。2007年9月発売。9群11枚、200g。IS:4段[154]
- EF-S18-55mm F3.5-5.6 IS II - 2011年3月発売。9群11枚、200g。IS:4段[155]
- EF-S18-55mm F3.5-5.6 IS STM - 2013年4月発売。11群13枚、205g。IS:4段。ステッピングモーター(STM)搭載。フルタイムマニュアルフォーカス可能。[156]
- EF-S18-135mm F3.5-5.6 IS - 2009年10月発売。12群16枚、455g。IS:4段。[157]
- EF-S18-135mm F3.5-5.6 IS STM - 2012年6月発売。12群16枚、480g。IS:4段。ステッピングモーター(STM)搭載。フルタイムマニュアルフォーカス可能。[158]
- EF-S18-135mm F3.5-5.6 IS USM - 2016年3月発売。12群16枚、515g。IS:4段。ナノUSM搭載によりより静かで高速なAFが可能。別売りのパワーズームアダプターで電動ズーム可能。[159]
- EF-S18-200mm F3.5-5.6 IS - 2008年9月発売。12群16枚、595g。IS:4段。[160]
- EF-S24mm F2.8 STM - 2014年11月13日発売。5群6枚、125g。[161]
- EF-S55-250mm F4-5.6 IS - 旧製品。2007年11月発売。10群12枚、390g。IS:4段。[162]
- EF-S55-250mm F4-5.6 IS II - 2011年7月発売。10群12枚、390g。IS:4段。[163]
- EF-S55-250mm F4-5.6 IS STM - 2013年8月発売。12群15枚、375g。IS:3.5段。[164]
- EF-S60mm F2.8 マクロ USM - 2005年3月発売。8群12枚、335g。フルタイムマニュアルフォーカス可能。[165]

### マクロレンズ
- EF50mm F2.5 コンパクトマクロ - 1987年12月発売。8群9枚、280g。[166]
  - ライフサイズコンバーターEF（EF50mm F2.5コンパクトマクロ専用） - EF50mm F2.5コンパクトマクロ EF50mmF2.5コンパクトマクロ専用の接写コンバーター。3群4枚、160g。[167]
- MP-E65mm F2.8 1-5X マクロフォト - 1999年9月発売。8群10枚、710g。[168]
- EF100mm F2.8 マクロ - 旧製品。1990年4月発売。9群10枚、650g。フルタイムマニュアルフォーカス可能。[169]
- EF100mm F2.8 マクロ USM - 2000年3月発売。8群12枚、580g。[170]
- EF100mm F2.8L マクロ IS USM - 2009年10月発売。12群15枚、625g。IS:4段。ハイブリッドIS採用。フルタイムマニュアルフォーカス可能。防塵・防滴構造。[171]
- EF180mm F3.5L マクロ USM - 1996年4月発売。12群14枚、1,090g。フルタイムマニュアルフォーカス可能。[172]

### TS-Eレンズ
TS-Eレンズは、レンズの光軸を撮像面に対して傾ける「ティルト」と、レンズの光軸を撮像面に対して平行に移動する「シフト」の2つのアオリ撮影がEOSで行えるレンズ。
フォーカス制御はすべてマニュアルになる。絞り制御はレンズ内蔵の絞り制御モーターによる自動絞り。

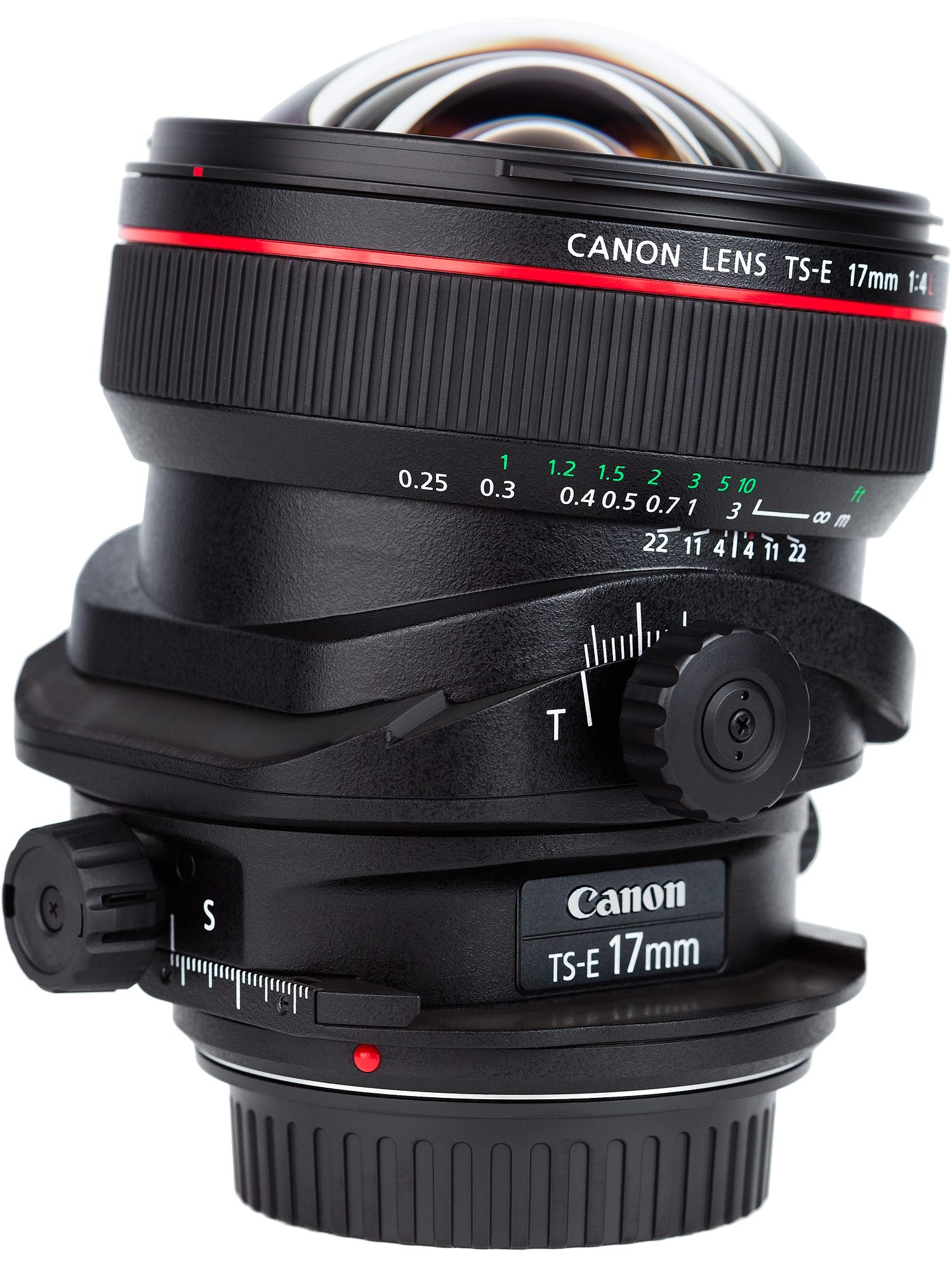
TS-E17mm F4L

- TS-E17mm F4L - 2009年7月発売。12群18枚、820g。[173]
- TS-E24mm F3.5L - 旧製品。1991年4月発売。9群11枚、570g。[174]
- TS-E24mm F3.5L II - 2009年7月発売。11群16枚、780g。[175]
- TS-E45mm F2.8 - 1991年4月発売。9群10枚、645g。[176]
- TS-E90mm F2.8 - 1991年4月発売。5群6枚、565g。[177]

### エクステンダー
エクステンダー（テレコンバーター）とは、カメラボディと撮影レンズの間に装着して焦点距離を延長するためのアダプターレンズのこと。
- エクステンダーEF1.4× - 旧製品。1988年11月発売。4群5枚。200g。[178]
- エクステンダーEF2× - 旧製品。1987年10月発売。5群7枚。240g。[179]
- エクステンダーEF1.4×II - 旧製品。2001年3月発売。4群5枚。220g。防塵・防滴構造。[180]
- エクステンダーEF2×II - 旧製品。2001年3月発売。5群7枚。265g。防塵・防滴構造。[181]
- エクステンダーEF1.4×III - 2010年12月発売。3群7枚。225g。防塵・防滴構造。[182]
- エクステンダーEF2×III - 2010年12月発売。5群9枚。325g。防塵・防滴構造。[183]

## サードパーティ製EFマウントレンズ
タムロン、シグマ、トキナーといったメーカーからもEFマウントを採用したレンズが発売されている。

## キヤノンEF-Mマウント
「キヤノンEF-Mマウント」は、「キヤノンEFマウント」に対して後方互換を有するレンズマウント。
「マウントアダプター EF-EOS M」を使用することにより「キヤノンEF-Mマウント」を採用したカメラに、「EFレンズ」（「EF-Mレンズ」と「CN-Eレンズ」を除く）の装着が可能になる。

### EF-Mレンズ
「EF-Mレンズ」は、「キヤノンEF-Mマウント」を採用した「EOS M」専用EFレンズ。
- EF-M11-22mm F4-5.6 IS STM - 2013年7月11日発売。9群12枚、220g。 IS:3段。STM搭載。EFレンズシリーズで初のレンズ収納機構採用。フルタイムマニュアルフォーカス可能。[184]
- EF-M15-45mm F3.5-6.3 IS STM - 2015年10月29日発売。9群10枚、130g。 IS:3.5段。STM搭載。レンズ収納機構採用。フルタイムマニュアルフォーカス可能。
- EF-M18-55mm F3.5-5.6 IS STM - 2012年9月29日発売。11群13枚、210g。IS:4段。STM搭載。フルタイムマニュアルフォーカス可能。[185][186]
- EF-M22mm F2 STM - 2012年9月29日発売。6群7枚、105g。STM搭載。フルタイムマニュアルフォーカス可能。[185][187]
- EF-M55-200mm F4.5-6.3 IS STM - 2014年7月10日発売。11群17枚、260g。 IS:3.5段。STM搭載。フルタイムマニュアルフォーカス可能。[188]
- EF-M28mm F3.5 マクロ IS STM - 2016年6月下旬発売予定。10群11枚、130g。 STM搭載。EF-Mレンズシリーズ初のマクロレンズ。レンズ前面にLEDリングライト搭載。フルタイムマニュアルフォーカス可能。[189]
- EF-M32mm F1.4 STM - 2018年9月21日発売。8群14枚、235g。大きなボケ味と開放からLレンズに迫る描写性能が楽しめる、大口径・単焦点レンズ。GMo非球面レンズ使用。最大撮影倍率0.25倍。フルタイムマニュアルフォーカス。[190]
- EF-M18-150mm F3.5-6.3 IS STM - 2016年11月25日発売。13群17枚、300g。高倍率ズームレンズ。35mmカメラ換算で29mm～240mm相当の画角をカバーする。[191]
- マウントアダプター EF-EOS M - 2012年9月中旬発売。110g。着脱可能な三脚座を付属。「EOS-M」、「EOS-M2」に「EFレンズ」シリーズを装着するためのマウントアダプター。「EF-EOS M」のマウントは、前側が「EFレンズ」シリーズを装着する「キヤノンEFマウント」、後側が「キヤノンEF-Mマウント」。EOSカメラには使用不可。[185]

## EFシネマレンズ
ズームレンズ製品には映像制作業界で普及しているPLマウント仕様の製品も別途用意される。

### 単焦点レンズ
35mmフルサイズのセンサーサイズに対応する。。
- CN-E14mm T3.1 L F - 2013年4月発売。約1.2 kg。[194]
- CN-E24mm T1.5 L F - 2012年7月発売。約1.2 kg。[195]
- CN-E35mm T1.5 L F - 2013年12月発売。約1.1 kg。[196]
- CN-E50mm T1.3 L F - 2012年7月発売。約1.1 kg。[197]
- CN-E85mm T1.3 L F - 2012年8月発売。約1.3 kg。[198]
- CN-E135mm T2.2 L F - 2013年5月発売。約1.4 kg。[199]

### ズームレンズ
スーパー35mm相当サイズ以下のセンサーに対応する。
- CN-E14.5-60mm T2.6 L S - 2012年1月発売。約4.5 kg。[201]
- CN-E15.5-47mm T2.8 L S - 2012年12月発売。約2.2 kg。[202]
- CN-E30-300mm T2.95-3.7 L S - 2012年3月発売。約5.8 kg。[203]
- CN-E30-105mm T2.8 L S - 2012年10月発売。約2.2 kg。[204]

### CINE-SERVOレンズ
ドライブユニットを装着したレンズ。スーパー35mm相当サイズ以下のセンサーに対応する。
- CN7×17 KAS S/E1 - 2014年8月発売。焦点距離17-120mm。[206]
- CN20×50 IAS H/E1 - 2015年4月発売予定。焦点距離50-1000mm。1.5倍のエクステンダーを内蔵。